# Đợi chờ (ouverture)
Đợi chờ (tên tiếng Anh là Longing) là một bản ouverture của nhạc sĩ Tạ Phước sáng tác năm 1958. Đây là tác phẩm giao hưởng một chương đầu tiên tại Việt Nam. Bản ouverture có nội dung thể hiện niềm tin của tác giả vào tổ quốc giành được thống nhất trong cuộc chiến tranh Việt Nam. 

## Lịch sử
Trường Âm nhạc Việt Nam được thành lập năm 1956. Tạ Phước là hiệu trưởng đầu tiên của trường. Thời kì đầu, khóa đào tạo đầu tiên học sáng tác của trường kéo dài 3 năm từ 1956 đến 1959 do các chuyên gia người Liên Xô và Trung Quốc giảng dạy. Những người này cũng giảng dạy để nâng cao trình độ cho các giáo viên và nhạc sĩ ở Hội Nhạc sĩ Việt Nam như Nguyễn Xuân Khoát, Tô Vũ, Văn Ký,...
Sau Hiệp định Genève, Việt Nam bị chia cắt thành 2 miền dọc theo vĩ tuyến 17. Đợi chờ được sáng tác trong niềm tin đất nước sẽ được thống nhất, gia đình được sum họp của tác giả, Niềm tin này cũng là nội dung chính của tác phẩm. Bản tổng phổ của Đợi chờ được in ronéo và có ghi thời gian sáng tác năm 1958, qua đó là bản giao hưởng một chương đầu tiên của Việt Nam.
Bản ouverture đã được dàn nhạc của học sinh Trường Âm nhạc Việt Nam dàn dựng, sau đó được chỉ huy bởi Đinh Ngọc Liên.

## Cấu trúc
Bản ouverture có cấu trúc ở hình thức 3 phần tái hiện với phần mở đầu chậm (Andante). Phần thứ nhất viết ở giọng Rê thứ, giai điệu chủ đề được hình thành từ nét nhạc mang thang âm ngũ cung ở tốc độ nhanh vừa (Allegro – Moderato). Chủ đề đầu tiên do sáo flute thể hiện dưới phần đệm của bộ dây trước khi được lặp lại và biến tấu với phần âm thanh được tăng cường dày hơn. Lúc này, giai điệu sẽ do hai sáo flute, kèn oboe, bè violin I và violin II biểu diễn, trong khi các nhạc cụ còn lại của bộ gõ và dây thể hiện âm hình đệm với hai kèn cor. Âm nhạc lần lượt chuyển sang giọng La thứ, Mi thứ rồi mới quay về Rê thứ.
Phần giữa của tác phẩm là phần phát triển nhân tố của chủ đề nên được chuyển giọng liên tục tạo sự "kịch tính căng thẳng".
Phần tái hiện của tác phẩm, chủ đề của phần trình bày được diễn tấu lạ ở giọng Rê thứ và phần Coda chuyển sang giọng Rê trưởng như một sự khẳng định "niềm tin vào tương lai tươi sáng".

## Nhận định
Theo nhà nghiên cứu âm nhạc Nguyễn Thị Nhung, Đợi chờ của Tạ Phước mang tính ứng dụng của loại giao hưởng một chương. Bà nhận định tác phẩm tuy có cấu trúc và thủ pháp sáng tác "còn đơn giản" nhưng ngôn ngữ âm nhạc đã có màu sắc âm nhạc dân gian Việt Nam.